# Giuse Trần Văn Tuấn
Giuse Trần Văn Tuấn là một nông dân theo đạo Công giáo, tử vì đạo dưới triều vua Tự Đức, được Giáo hội Công giáo Rôma phong Hiển Thánh vào năm 1988.
Ông sinh năm 1824, tại làng Nam Điền, xứ đạo Phú Nhai, nay thuộc xã Xuân Vinh, huyện Xuân Trường, tỉnh Nam Định, Giáo phận Bùi Chu. Do chiếu chỉ cấm đạo của vua Tự Đức, ông bị phân sáp về làng An Bái thuộc huyện Thụy Anh (nay thuộc tỉnh Thái Bình), bị khắc chữ “tả đạo” và tên làng xã lên má. Tù tội, cơ cực trong tù nhưng ông vẫn không bỏ đạo, không bước qua ảnh thánh. Ngày 7 tháng 6 năm 1862, ông bị xử trảm tại pháp trường Nam Định. Hai năm sau, thi thể được giáo dân rước về mai táng tại nhà thờ Nam Điền.